# Federata e Futbollit të Kosovës
Federata e Futbollit të Kosovës (serb. Фудбалски савез Косова) – ogólnopaństwowy związek sportowy, który zarządza kosowską piłką nożną (męską i żeńską) we wszystkich kategoriach wiekowych.
Organizacja powstała w 1946 r. jako jednostka Związku Piłki Nożnej Jugosławii (FSJ) z siedzibą w Prisztinie pod nazwą Kosovski loptački podsavez. W sierpniu 1991 roku, po tym jak najbardziej utytułowany klub Kosowa FK Priština wobec braku zapewnienia bezpieczeństwa swoim piłkarzom zrezygnował z udziału w profesjonalnej pierwszej lidze Jugosławii, władze jugosłowiańskie zlikwidowały pododdział oraz wszystkie kluby sportowe. Odpowiedź nastąpiła natychmiast – w 1991 roku został założony niezależny od FSJ Związek Piłki Nożnej Kosowa. W 1999 po zakończeniu wojny reaktywowano związek. Ukonstytuowały się władze i przyjęto statut organizacji. Pod patronatem związku powstały dwie ligi piłkarskie – pierwsza licząca początkowo 18 zespołów i druga liga – 14 zespołów. W sezonie 2006/2007 oprócz Superligi, w której występuje 16 zespołów, funkcjonują trzy ligi, a także liga juniorów.
Należy zauważyć, iż w Kosowie działa również konkurencyjny Związek Piłki Nożnej Kosowa i Metohiji (serb. Фудбалски савез Косова и Метохије, ang. Football Association of Kosovo and Metohija, niem. Fußballverband des Kosovo und Metochien) zrzeszony w Związku Piłki Nożnej Serbii.

## Członkostwo w FIFA i UEFA
Związek Piłki Nożnej Kosowa starał się o uzyskanie członkostwa w FIFA (Światowej Organizacji Piłkarskiej) i UEFA (Europejskiego Związku Piłki Nożnej) od 2008 r. Udało się to osiągnąć w 2016, chociaż Reprezentacja Kosowa w piłce nożnej została dopuszczona do rozgrywek międzynarodowych (rozgrywania meczów towarzyskich).
6 maja 2008 roku został złożony w FIFA (Światowej Organizacji Piłkarskiej) wniosek Kosowskiej Federacji Piłki Nożnej o członkostwo w tej organizacji. Wniosek został odrzucony w październiku tego samego roku, ponieważ zgodnie z 10 artykułem statutu FIFA mówiącym, że „każde niezależne państwo uznawane przez społeczność międzynarodową może być członkiem FIFA”, a Kosowo nie było takim państwem. 17 lutego 2008 roku Kosowo jednostronnie ogłosiło niepodległość od Serbii. Niepodległość została uznana przez 106 ze 193 państw członkowskich ONZ (stan z 27 grudnia 2015). Jednocześnie władze serbskie ogłosiły, że nigdy nie uznają niepodległości Kosowa i będą zapobiegać członkostwu Kosowa w organizacjach międzynarodowych. To oznacza, że Kosowski Związek Piłki Nożnej nie będzie mógł zostać przyjęty do FIFA aż do chwili, gdy Kosowo stanie się pełnoprawnym członkiem Organizacji Narodów Zjednoczonych (ONZ).
Podczas wizyty w Albanii w listopadzie w 2008 roku prezydent Europejskiego Związku Piłki Nożnej (UEFA) Michel Platini odmówił przyjęcia Kosowskiej Federacji Piłki Nożnej do UEFA z tych samych powodów dla których odmówiono przyjęcia go do FIFA.
W toku dalszych rozmów w 2014 r. władze FIFA zgodziły się na rozgrywanie przez Reprezentację Kosowa w piłce nożnej meczów towarzyskich.
Po zmianie władz w UEFA i FIFA w maju 2016 roku Kosowo zostało przyjęte w struktury obu federacji. Związek jest członkiem UEFA od 3 maja 2016 roku, a od 13 maja tegoż roku członkiem FIFA.

Co roku w grudniu władze związku zbierają się w hotelu Grand w Prisztinie, aby ogłosić nazwiska najlepszych piłkarzy mijającego roku (Futbollist i Vitit), a także wybrać najlepszy zespół i najlepszego trenera.